# Parancistrocerus pseudodynerus
Parancistrocerus pseudodynerus är en stekelart som först beskrevs av Dalla Torre 1889.  Parancistrocerus pseudodynerus ingår i släktet Parancistrocerus och familjen Eumenidae. Inga underarter finns listade i Catalogue of Life.